# 合格電報
合格電報（ごうかくでんぽう）は、昭和30年代から平成初期にかけて用いられた、日本の大学入試の合否を伝達する電報の通称である。

## 概要
大学入試の合否は、大学構内に掲示された受験番号を確認するか、時代が下ると合否通知が郵送されることで判明したが、いずれにしても遠隔地に住む受験生にとっては合否が判明するまでの時間的、心理的な負担が大きかった。そこでいち早く合否を知る手段として、受験生が大学近くにいる人物に受験番号を確認してもらい、電報で伝えてもらうようにと1956年に早稲田大学で始まったことが由来とされている。当初、この際に合格を示す文面として「サクラサク」（桜咲く）が用いられたことで、他大学の合格通知としてサクラサクがよく用いられて全国的に広まった。2020年現在もサクラサクは受験合格を示す慣用句として用いられている。
合格電報は大学当局が公式で関与しているものではなく、多くはサークルの運営費や遊び資金稼ぎを目的に組織された「電報屋」という学生アルバイトが担当していた。そのためサクラサク以外にも各大学によって合否を伝える文面が異なり、多くの大学では地域色が反映されていた。
しかし、1984年ごろより郵政省が電子郵便の需要拡大を目指して、合格者の受験番号一覧を送り、受験生の番号の有無で合否がわかる大学入試レタックスを導入し、大学当局にとっても受験生の問い合わせ防止や情報化時代の反映を理由に、希望者に対する電子郵便での合格発表をすることが増えたため、次第に学生アルバイトが合格電報の取扱から撤退していったことで消滅していった。

## 各大学の合格電報
北海道大学
- 合格：「エルムハマネク」（エルムは招く）[7]
- 不合格：「ツガルカイキョウ ナミタカシ」（津軽海峡 波高し）[8]

小樽商科大学
- 合格：「アカシアノハナガサク」(アカシアの花が咲く)
- 不合格
  - 「アカシアノハナガチル」(アカシアの花が散る)
  - 「ジゴクザカコロゲオチル」(地獄坂転げ落ちる)

弘前大学
- 合格：「ミチノクノハルキタル」（みちのくの春来たる）[9]
- 不合格：「ツガルノユキフカシ」（津軽の雪深し）[7]

秋田大学
- 合格
  - 「オバコワラウ」（おばこ笑う）[9]
  - 「ナマハゲカンゲイスル」（ナマハゲ歓迎する）[9]
- 不合格：「オバコヒトリネアキタ」（おばこ独り寝飽きた）

山形大学
- 合格：「ジュヒョウカガヤク」(樹氷輝く)
- 不合格：「ガッサンシンドウツウコウドメ」(月山新道通行止め)

東北大学
- 合格：「アオバモユル」（青葉萌ゆる）[10]
- 不合格：「ミチノクノユキフカシ」（陸奥の雪深し）

千葉大学
- 合格：「ボウソウノナミハハルオツゲ　キミオマツ」（房総の波は春を告げ　君を待つ）[7]
- 不合格
  - 「ハルマダトオシ」(春まだ遠し)
  - 「ナリタクウコウキリフカシ」(成田空港霧深し)

東京大学
- 合格：「アカモンヒラク」（赤門開く）[11][9]
- 不合格：「イチョウチル」（イチョウ散る）[11]
- 一次試験不合格：「ウメノハナチル」（梅の花散る）[9]

東京工業大学
- 合格：「オオオカヤマノサクラサク」(大岡山の桜咲く)
- 不合格
  - 「オオオカヤマノサクラチル」（大岡山の桜散る）
  - 「サクラチルトウ」（桜散る東）

東京医科歯科大学
- 合格：「キミヲマツイカシカ」（君を待つ医科歯科）
- 不合格
  - 「カンダガワサクラチル」（神田川桜散る）
  - 「ハルマダトオキカンダガワ」（春まだ遠き神田川）

東京商船大学
- 合格：「トラトラトラ」
- 不合格：「チンボツ」（沈没）

お茶の水女子大学
- 合格：「オチャカオル」(お茶薫る)
- 不合格：「コノメドキマテ」(木の芽時待て)

慶應義塾大学
- 合格
  - 「リクノオウジャトナル」（陸の王者となる）
  - 「サクラサク」（桜咲く）
- 不合格：「サクラチル」（桜散る）

早稲田大学
- 合格
  - 「シゲノブコウホホエム」（重信公微笑む）
  - 「イナホミノル」（稲穂実る）
  - 「サクラサク」（桜咲く）
- 不合格
  - 「イナホチル」（稲穂散る）
  - 「サクラチル」（桜チル）

日本女子大学
- 合格：「メジロダイニサクラサク」（目白台に桜咲く）
- 不合格：「ハルマダトオシ」（春まだ遠し）

新潟大学
- 合格：「ハルノソラトキハバタク」（春の空朱鷺はばたく）
- 不合格：「エチゴノユキフカシ」（越後の雪深し）

群馬大学
- 合格
  - 「グンマニハルキタル」（群馬に春来る）
  - 「アカギヤマカイセイ」（赤城山快晴）[8]
- 不合格
  - 「ジョウシュウカゼツヨシ」（上州風強し）[8]
  - 「アカギオロシツメタシ」（赤城颪冷たし）

信州大学
- 合格：「コマクサハホホエム」（駒草は微笑む）[12]
- 不合格：「シナノジハユキフカシ」（信濃路は雪深し）[12]

静岡大学
- 合格：「フジサンチョウセイフクス」（富士山頂征服す）[8][9]
- 不合格：「スルガワンイマダナミタカシ」（駿河湾未だ波高し）[9]

名古屋大学
- 合格
  - 「シャチホコカガヤク」（シャチホコ輝く）
  - 「キンシャチトレタ」（金シャチとれた）

岐阜大学
- 合格：「ゴウカクオメデトウ」（合格おめでとう）
- 不合格：「サイキマツ」（再起待つ）

金沢大学
- 合格
  - 「ケンロクエンサクラサク」（兼六園桜咲く）[13]
  - 「ケンロクコウエンノサクラサクオメデトウ」（兼六公園の桜咲くおめでとう）
- 不合格：「フユノノトナミタカシ　サイキキス」（冬の能登波高し　再起期す）[7]

富山大学
- 合格
  - 「ニホンカイニアサヒカガヤク」(日本海に朝日輝く)
  - 「タテヤマニアサヒノボル」(立山に朝日のぼる)
- 不合格
  - 「ニホンカイノナミタカシ」(日本海の波高し)
  - 「タテヤマノユキフカシ」(立山の雪深し)
  - 「トヤマハユキフカクミチハカヨワズ」(富山は雪深く道は通わず)

富山医科薬科大学
- 合格：「タテヤマニライチョウウタウ」（立山に雷鳥歌う）

福井大学
- 合格：「アスワヤマニハナガサク」（足羽山に花が咲く）[14]

足羽山（あすわやま）を知らない人が、「明日は山に花が咲く」と誤読し、補欠合格や不合格と誤解するケースがあった。その後、合格通知は「水仙かおる日本海」等に改められた。
- 不合格：「ニホンカイノナミタカシ」（日本海の波高し）

三重大学
- 合格：「イセエビタイリョウ」（伊勢海老大漁）[10]
- 不合格：「イセワンニテザショウ」(伊勢湾にて座礁)

奈良教育大学
- 合格：「ダイブツヨロコブ」（大仏喜ぶ）[9]
- 不合格：「ダイブツノメニナミダ　サイキコウ」（大仏の目に涙　再起乞う）[7]

京都大学
- 合格：「ゴウカクキョウダイ」(合格京大)
- 不合格：「ムネンサイキヲキセ」(無念再起を期せ)

大阪大学歯学部
- 合格：「ニュウシ ハエル」（入試映える、乳歯生える）

姫路工業大学
- 合格：「シラサギマウ」（白鷺舞う）

鳥取大学
- 合格：「シロウサギブジシマワタル」(白兎無事島渡る)
- 不合格：「サキュウニユウヒシズム」(砂丘に夕陽沈む)

島根大学
- 合格：「ゴウカクオメデトウ島根大係」(合格おめでとう島根大学)
- 不合格：「サクラチルサイキマツシマネダイガク」(桜散る再起待つ島根大学

山口大学
- 合格：「ゴウカクオメデトウ」(合格おめでとう)
- 不合格：「サクラチッタサイキイノル」(桜散った再起祈る)

岡山大学
- 合格：「オニタイジオメデトウ」(鬼退治おめでとう)

香川大学
- 合格
  - 「ユメノオオハシカカル」（夢の大橋かかる）
  - 「セトニオオハシカカル」（瀬戸に大橋かかる）
- 不合格
  - 「セトウチノナミタカシ」（瀬戸内の波高し）
  - 「シウンノヤマニカゼキビシ」（紫雲の山に風厳し）

徳島大学
- 不合格：「ヨシノガワフカシ」（吉野川深し）

高知大学
- 合格
  - 「クジラガツレタ」（鯨が釣れた）[10]
  - 「クジラシオフク」（鯨潮吹く）[7]
- 不合格：「リョウマノメニナミダ」(龍馬の目に涙)

水産大学校
- 不合格：「フグドクアタル」（フグ毒中る）

福岡大学
- 不合格：「ミチザネコウノカオモホコロブ」（道長公の顔もほころぶ）

九州大学
- 合格：「ゴウカクオメデトウ」(合格おめでとう)
- 不合格：「ゲンカイノナミハアラカッタ」(玄海の波は荒かった)

熊本大学
- 不合格：「アソフハツ」(阿蘇不発)

佐賀大学
- 合格：「アリアケムツゴロウトンダ」(有明ムツゴロウ飛んだ)
- 不合格：「カチガラスナカズ」(カチガラス鳴かず)

長崎大学
- 合格：
  - 「マリアホホエム」（マリア微笑む）[7]
  - 「アグネスホホエム」(アグネス微笑む)
  - 「サクラサクキセツニツルノミナトデマツ」(桜咲く季節に鶴の港で待つ)
  - 「マリアノカネガナル」(マリアの鐘が鳴る)
- 不合格
  - 「アメノナガサキ」(雨の長崎)
  - 「マリアノカネナラズ」(マリアの鐘鳴らず)

鹿児島大学
- 合格
  - 「ホクシンカガヤク」(北辰輝く)
  - 「ミナミジュウジセイカガヤク」(南十字星輝く)
- 不合格：「サクラジマバクハツセズ」(桜島爆発せず)

琉球大学
- 合格：「デイゴサク」(デイゴ咲く)
- 不合格：「デイゴチル」(デイゴ散る)